# Cherbezatina parallela
Cherbezatina parallela är en skalbaggsart som beskrevs av Dewailly 1950. Cherbezatina parallela ingår i släktet Cherbezatina och familjen Melolonthidae. Inga underarter finns listade i Catalogue of Life.